# 윤기호
윤기호(尹基浩, 1988년 7월 28일 ~ )는 前 KBO 리그 한화 이글스의 투수이다.

## 아마추어시절
2007년 제61회황금사자기 고교야구대회에서 천안북일고를 준우승을 이끌으며 감투상을 수상하였다.

## 출신학교
- 청주우암초등학교
- 청주중학교
- 북일고등학교